# Daniel Gillies

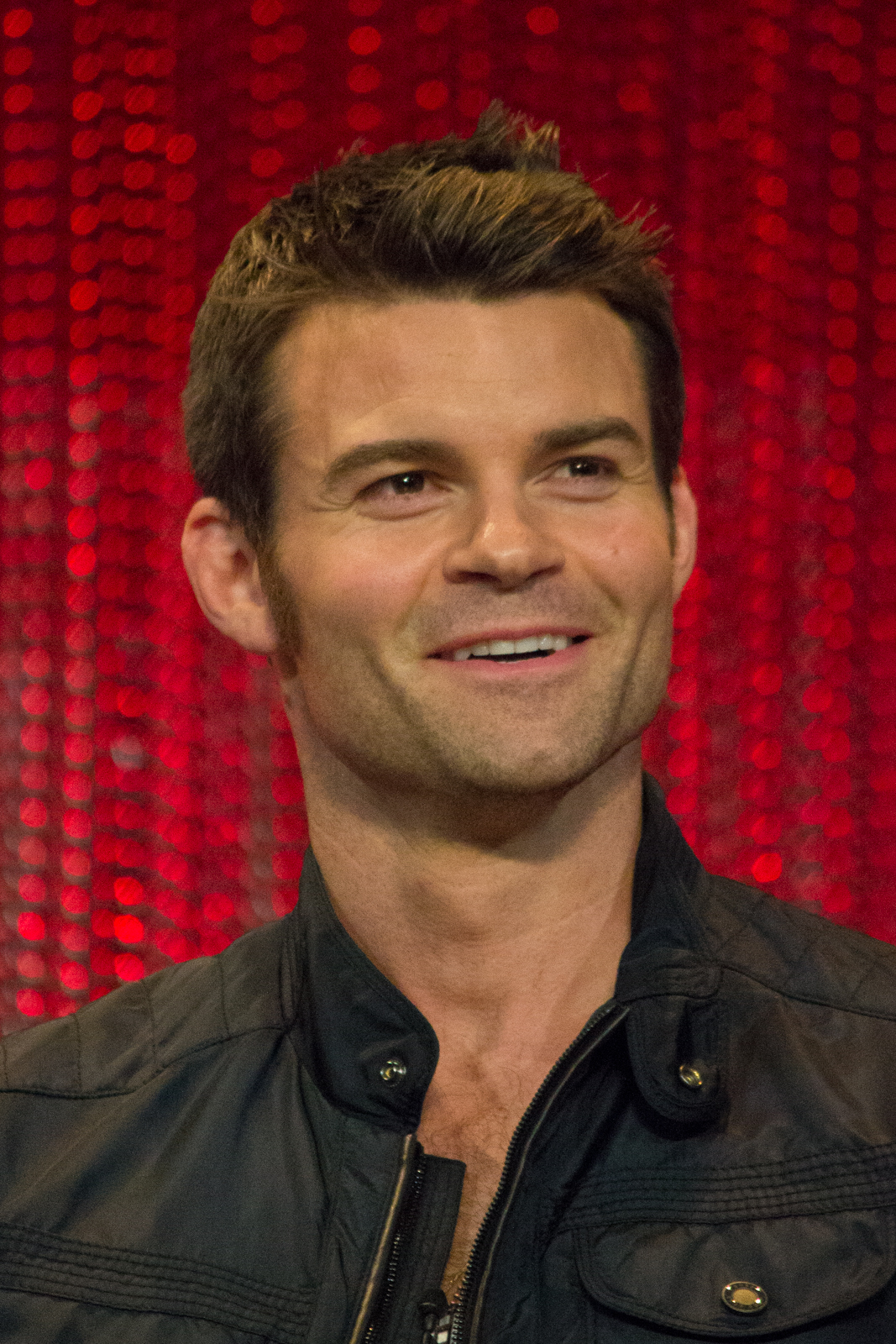
Daniel Gillies (2014)

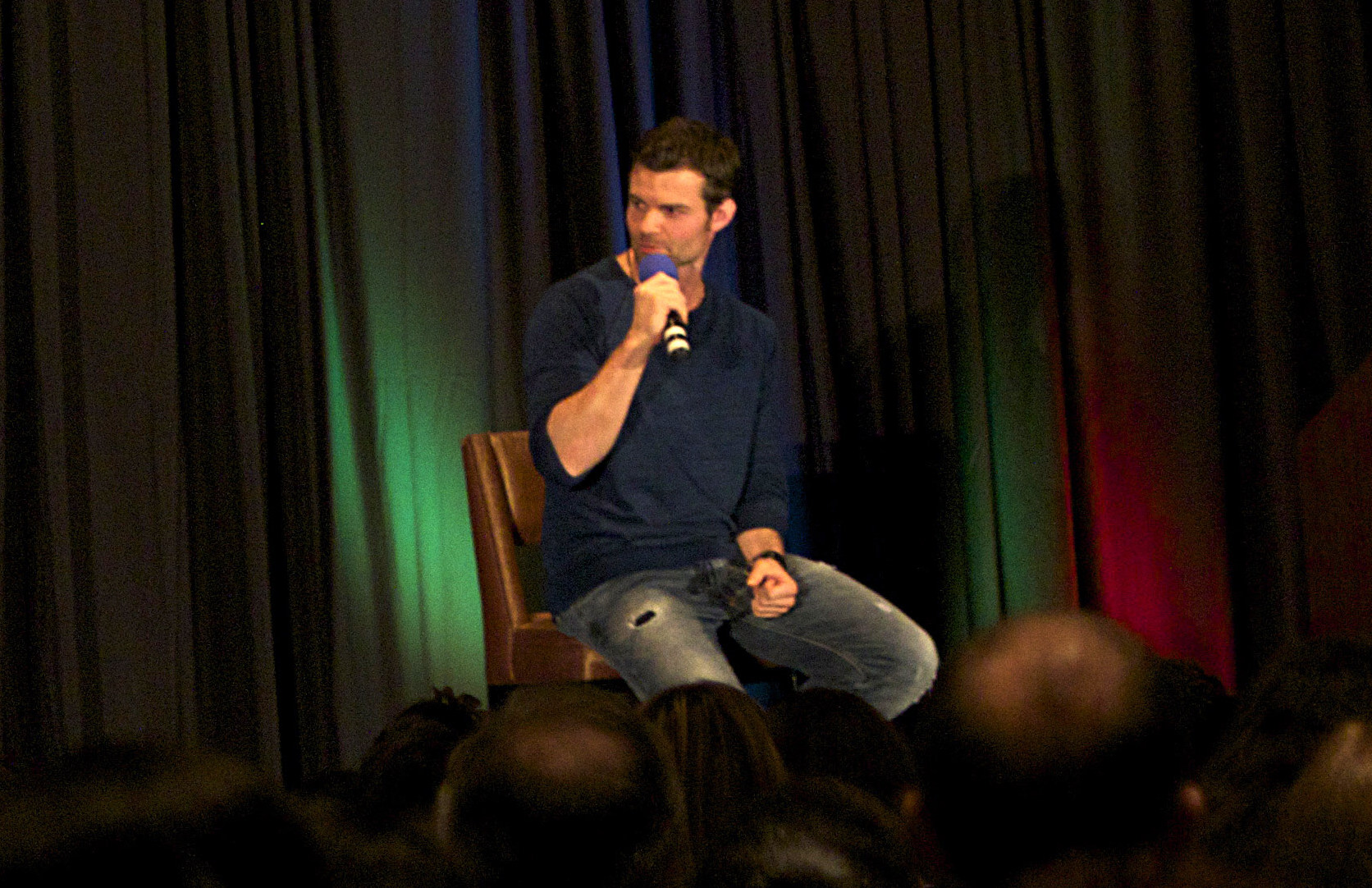
Daniel Gillies (2014)

Daniel J. Gillies (* 14. März 1976 in Winnipeg, Manitoba) ist ein kanadisch-neuseeländischer Schauspieler.

## Leben und Karriere
Daniel Gillies wurde in Winnipeg in der Provinz Manitoba geboren, sein Vater war Kinderarzt. Er wuchs in Neuseeland auf und ging zur Southwell School und zur Hamilton Boys High School. Gillies heiratete 2004 die Schauspielerin Rachael Leigh Cook. Das Paar trennte sich nach 14 Jahren. Im September 2013 wurde ihre erste gemeinsame Tochter geboren, am 9. April 2015 bekamen sie ihr zweites Kind. Er ist ein direkter Nachfahre von Harold Gillies.
Sein Schauspieldebüt hatte er in der neuseeländischen Dramaserie Street Legal, wo er Tim O’Connor spielte. Er spielte neben Tobey Maguire und Kirsten Dunst in Spider-Man 2 die Rolle des John Jameson. Er hatte unter anderem Gastauftritte in Navy CIS und in True Blood. Außerdem hatte er seit 2010 die wiederkehrende Rolle des Urvampirs Elijah Mikaelson in Vampire Diaries inne, die er seit 2013 auch in dessen Spin-off The Originals verkörperte. Ab Juni 2012 spielte er neben Erica Durance in der Drama-Serie Saving Hope den Orthopäden Dr. Joel Goran.
Gillies inszenierte den Film Broken Kingdom (2012) und führte bei zwei Folgen von The Originals Regie.

## Filmografie (Auswahl)
- 1998: Die Kriegerin (A Soldier’s Sweetheart)
- 1999: Der junge Hercules (Young Hercules, Fernsehserie, Folge 1x35)
- 2000: Cleopatra 2525 (Fernsehserie, Folge 1x04)
- 2000–2002: Street Legal (Fernsehserie, 26 Folgen)
- 2001: No One Can Hear You
- 2002: Mentors (Fernsehserie, Folge 4x10)
- 2002: Die Schneekönigin (Snow Queen, Fernsehfilm)
- 2002: Various Positions
- 2002: Jeremiah – Krieger des Donners (Jeremiah, Fernsehserie, Folge 1x01 The Long Road: Teil 1)
- 2004: Liebe lieber indisch (Bride & Prejudice)
- 2004: Spider-Man 2
- 2004: Trespassing
- 2005: Into the West – In den Westen (Into the West, Miniserie, 2 Folgen)
- 2006: The Sensation of Sight
- 2007: Captivity
- 2007: Matters of Life and Death
- 2007: Masters of Horror (Fernsehserie, Folge 2x13 Dream Cruise)
- 2008: Uncross the Stars
- 2010: The Glades (Fernsehserie, Folge 1x06 Doppelgänger)
- 2010: True Blood (Fernsehserie, Folge 3x10 Verdacht)
- 2010: Navy CIS (NCIS, Fernsehserie, Folge 8x04 Schmutzige Millionen)
- 2010: Broken Kingdom
- 2010–2014: Vampire Diaries (Fernsehserie, 23 Folgen)
- 2012–2015: Saving Hope (Fernsehserie, 47 Folgen)
- 2013–2018: The Originals (Fernsehserie, 90 Folgen)
- 2017: SEAL Team (Fernsehserie, Folgen 1x01, 1x02)
- 2017: The Lost Wife of Robert Durst (Fernsehfilm)
- seit 2019: Virgin River (Fernsehserie)
- 2020: Project Rainfall (Occupation: Rainfall)
- 2021: Coming Home in the Dark